# José Bonello
José Bonello OFM (* 4. April 1961 in Xagħra) ist ein maltesischer Ordensgeistlicher und römisch-katholischer Bischof von Juticalpa in Honduras.

## Leben
José Bonello trat der Ordensgemeinschaft der Franziskaner bei und legte am 28. August 1983 die feierliche Profess ab. Der Erzbischof von Malta, Joseph Mercieca, weihte ihn am 29. Juni 1984 zum Diakon und am 7. Juli 1985 zum Priester.
Nach drei Jahren als Verantwortlicher für die Postulanten ging er in die Mission nach Honduras, wo er 21 Jahre lang Pfarrer in La Libertad war. Am 27. November 2009 wurde er zum Generalvikar des Bistums Comayagua ernannt.
Papst Benedikt XVI. ernannte ihn am 22. November 2010 zum Koadjutorbischof von Juticalpa.
Die Bischofsweihe spendete ihm der Erzbischof von Tegucigalpa, Óscar Andrés Kardinal Rodríguez Maradiaga SDB, am 12. Februar des nächsten Jahres; Mitkonsekratoren waren Luigi Bianco, Apostolischer Nuntius in Honduras, und Tomás Andrés Mauro Muldoon OFM, Bischof von Juticalpa.
Mit dem Rücktritt Tomás Andrés Mauro Muldoons OFM am 2. Februar 2012 folgte er ihm als Bischof von Juticalpa nach.